# Heverő naprózsa
A heverő naprózsa (Fumana procumbens) a Cistaceae családba tartozó örökzöld törpecserje.

## Megjelenése, előfordulása
Szőrözött, elterülő hajtású, legfeljebb 2 dm magas növény, örökzöld levelei tűszerűek, 1–2 cm hosszúak, erősen zöldek. 5 szirmú, 2 cm-es, jellemzően sárga virágai vannak. Dél-Európában és Közép-Európa déli területein élő ritka, védett faj.

## Forrás
Joachim Mayer, Heinz-Werner Schwegler: Fák és cserjék határozókönyve. Kaposvár, 2007. ISBN 9789636842918